# Список глав КНДР
Список глав Корейской Народно-Демократической Республики включает лиц, являвшихся главой государства КНДР с момента провозглашения независимости страны на севере Корейского полуострова в 1948 году.
В настоящее время главой государства номинально является Председатель Президиума Верховного народного собрания Корейской Народно-Демократической Республики (кор. 조선민주주의인민공화국 최고인민회의 상임위원회 위원장; дословно — Председатель Постоянного комитета); фактическим главой страны является Председатель Государственного совета, которым является Высший руководитель КНДР — Ким Чен Ын. В соответствии с последней редакцией конституции, несмотря на «представляющего нацию» на мировой арене председателя Госсовета, за председателем Президиума ВНС по-прежнему сохраняется роль представителя КНДР во внешних сношениях и получателя верительных и отзывных грамот от послов иностранных государств.
Корейское имя персоналий передаётся фонетическим письмом хангыль, а при кириллизации системой Концевича рекомендуется использовать слитное написание двусложных имён и фамилий. Однако в силу сложившейся традиции в списке использовано раздельное их написание (например, Ким Ду Бон вместо Ким Дубон).
Использованная в первом столбце таблиц нумерация является условной; также условным является использование в первом столбце цветовой заливки, служащей для упрощения восприятия принадлежности лиц к Трудовой партии Кореи без необходимости обращения к столбцу, отражающему партийную принадлежность. В столбце «Выборы» отражены состоявшиеся выборные процедуры.

## Список

### Де-юре
После провозглашения независимости Корейской Народно-Демократической Республики (кор. 조선민주주의인민공화국) 9 сентября 1948 года на территории полуострова, подконтрольной СССР, формальным главой государства стал действующий председатель Президиума Народного собрания Ким Ду Бон; принята Конституция. К концу года советские войска выведены из страны. В июне 1950 года Корейская народная армия начала наступление на юг, овладев столицей Южной Кореи. До 1953 года Северная Корея вела боевые действия с переменным успехом, 27 июня подписано мирное соглашение, завершившее войну. Результатом войны стали значительные человеческие потери и уничтожение большинства промышленных предприятий страны.
Одной из первостепенных задач правительства было восстановление хозяйства. Разработан план развития экономики, выполненный в 1956 году восстановлением довоенного уровня производства. Значительной была помощь СССР, выдававшего безвозмездные кредиты. В декабре 1972 года была принята новая конституция, вводившая пост президента КНДР как главы государства. Им был избран Ким Ир Сен, являвшийся до этого премьер-министром страны. Ким разработал «чучхе» — идеологию, позже ставшую государственной. В июле 1994 года после полувекового правления (из которых официальна лишь половина правления) Ким Ир Сен скончался.
Согласно конституции, полномочия президента стали исполнять вице-президенты. В 1998 году Верховное народное собрание (ВНС) внесло поправки в Основной закон, упразднявшие пост президента, — полномочия главы государства обратно перешли к председателю воссозданного Президиума ВНС Ким Ён Наму (занимавшему свой пост до 2019 года); Ким Ир Сену посмертно присвоен титул «вечного президента». В 2019 году председателем Президиума ВНС избран Чхве Рён Хэ.
|           | Портрет                               | Имя (годы жизни)                                                       | Полномочия       | Полномочия       | Партия                | Выборы          | Наименование должности | Пр.                  |
| Начало    | Портрет                               | Имя (годы жизни)                                                       | Окончание        |                  | Партия                | Выборы          | Наименование должности | Пр.                  |
| --------- | ------------------------------------- | ---------------------------------------------------------------------- | ---------------- | ---------------- | --------------------- | --------------- | --- | -------------------- |
| 1         |                                       | Ким Ду Бон (1886—1961) кор. 김두봉                                     | 8 сентября 1948  | 20 сентября 1957 | Трудовая партия Кореи | 1948            | Председатель Президиума Верховного Народного Собрания Корейской Народно-Демократической Республики кор. 조선민주주의인민공화국 최고인민회의 상임위원회 위원장 | [ 7 ] [ 8 ] [ 9 ]    |
| 2 (I—III) |                                       | Чхве Ён Гон (1900—1976) кор. 최용건 (урожд. Чхве Сок Чхон кор. 최석천) | 20 сентября 1957 | 22 октября 1962  | Трудовая партия Кореи | 1957            | Председатель Президиума Верховного Народного Собрания Корейской Народно-Демократической Республики кор. 조선민주주의인민공화국 최고인민회의 상임위원회 위원장 | [ 10 ] [ 11 ] [ 12 ] |
| 2 (I—III) | 22 октября 1962                       | Чхве Ён Гон (1900—1976) кор. 최용건 (урожд. Чхве Сок Чхон кор. 최석천) | 14 декабря 1967  | 1962             | Трудовая партия Кореи |                 | Председатель Президиума Верховного Народного Собрания Корейской Народно-Демократической Республики кор. 조선민주주의인민공화국 최고인민회의 상임위원회 위원장 | [ 10 ] [ 11 ] [ 12 ] |
| 2 (I—III) | 14 декабря 1967                       | Чхве Ён Гон (1900—1976) кор. 최용건 (урожд. Чхве Сок Чхон кор. 최석천) | 28 декабря 1972  | 1967             | Трудовая партия Кореи |                 | Председатель Президиума Верховного Народного Собрания Корейской Народно-Демократической Республики кор. 조선민주주의인민공화국 최고인민회의 상임위원회 위원장 | [ 10 ] [ 11 ] [ 12 ] |
| 3 (I—V)   |                                       | Ким Ир Сен (1912—1994) кор. 김일성 (урожд. Ким Сон Чжу кор. 김성주)    | 28 декабря 1972  | 15 декабря 1977  | Трудовая партия Кореи | 1972            | Президент Корейской Народно-Демократической Республики кор. 조선민주주의인민공화국 주석                                                                       | [ 13 ] [ 14 ] [ 15 ] |
| 3 (I—V)   | 15 декабря 1977                       | Ким Ир Сен (1912—1994) кор. 김일성 (урожд. Ким Сон Чжу кор. 김성주)    | 5 апреля 1982    | 1977             | Трудовая партия Кореи |                 | Президент Корейской Народно-Демократической Республики кор. 조선민주주의인민공화국 주석                                                                       | [ 13 ] [ 14 ] [ 15 ] |
| 3 (I—V)   | 5 апреля 1982                         | Ким Ир Сен (1912—1994) кор. 김일성 (урожд. Ким Сон Чжу кор. 김성주)    | 29 декабря 1986  | 1982             | Трудовая партия Кореи |                 | Президент Корейской Народно-Демократической Республики кор. 조선민주주의인민공화국 주석                                                                       | [ 13 ] [ 14 ] [ 15 ] |
| 3 (I—V)   | 29 декабря 1986                       | Ким Ир Сен (1912—1994) кор. 김일성 (урожд. Ким Сон Чжу кор. 김성주)    | 24 мая 1990      | 1986             | Трудовая партия Кореи |                 | Президент Корейской Народно-Демократической Республики кор. 조선민주주의인민공화국 주석                                                                       | [ 13 ] [ 14 ] [ 15 ] |
| 3 (I—V)   | 24 мая 1990                           | Ким Ир Сен (1912—1994) кор. 김일성 (урожд. Ким Сон Чжу кор. 김성주)    | 8 июля 1994      | 1990             | Трудовая партия Кореи |                 | Президент Корейской Народно-Демократической Республики кор. 조선민주주의인민공화국 주석                                                                       | [ 13 ] [ 14 ] [ 15 ] |
| и. о.     |                                       | Ли Чжон Ок (1916—1999) кор. 이종옥                                     | 8 июля 1994      | 1990             | Трудовая партия Кореи | 5 сентября 1998 | Вице-президент Корейской Народно-Демократической Республики кор. 조선민주주의인민공화국 부주석                                                                | [ 16 ]               |
| и. о.     | Пак Сон Чхоль (1913—2008) кор. 박성철 |                                                                        | 8 июля 1994      | 1990             | Трудовая партия Кореи | 5 сентября 1998 | Вице-президент Корейской Народно-Демократической Республики кор. 조선민주주의인민공화국 부주석                                                                | [ 16 ]               |
| и. о.     |                                       | Ким Ён Чжу (1920—2021) кор. 김영주                                     | 8 июля 1994      | 1993             | Трудовая партия Кореи | 5 сентября 1998 | Вице-президент Корейской Народно-Демократической Республики кор. 조선민주주의인민공화국 부주석                                                                | [ 16 ]               |
| и. о.     | Ким Бён Сик (1919—1999) кор. 김병식   |                                                                        | 8 июля 1994      | 1993             | Трудовая партия Кореи | 5 сентября 1998 | Вице-президент Корейской Народно-Демократической Республики кор. 조선민주주의인민공화국 부주석                                                                | [ 16 ]               |
| 4 (I—IV)  |                                       | Ким Ён Нам (1928—) кор. 김영남                                         | 5 сентября 1998  | 3 сентября 2003  | Трудовая партия Кореи | 1998            | Председатель Президиума Верховного народного собрания Корейской Народно-Демократической Республики кор. 조선민주주의인민공화국 최고인민회의 상임위원회 위원장 | [ 17 ] [ 18 ] [ 19 ] |
| 4 (I—IV)  | 3 сентября 2003                       | Ким Ён Нам (1928—) кор. 김영남                                         | 9 апреля 2009    | 2003             | Трудовая партия Кореи |                 | Председатель Президиума Верховного народного собрания Корейской Народно-Демократической Республики кор. 조선민주주의인민공화국 최고인민회의 상임위원회 위원장 | [ 17 ] [ 18 ] [ 19 ] |
| 4 (I—IV)  | 9 апреля 2009                         | Ким Ён Нам (1928—) кор. 김영남                                         | 9 апреля 2014    | 2009             | Трудовая партия Кореи |                 | Председатель Президиума Верховного народного собрания Корейской Народно-Демократической Республики кор. 조선민주주의인민공화국 최고인민회의 상임위원회 위원장 | [ 17 ] [ 18 ] [ 19 ] |
| 4 (I—IV)  | 9 апреля 2014                         | Ким Ён Нам (1928—) кор. 김영남                                         | 11 апреля 2019   | 2014             | Трудовая партия Кореи |                 | Председатель Президиума Верховного народного собрания Корейской Народно-Демократической Республики кор. 조선민주주의인민공화국 최고인민회의 상임위원회 위원장 | [ 17 ] [ 18 ] [ 19 ] |
| 5         |                                       | Чхве Рён Хэ (1950—) кор. 최룡해                                        | 11 апреля 2019   | действующий      | Трудовая партия Кореи | 2019            | Председатель Президиума Верховного народного собрания Корейской Народно-Демократической Республики кор. 조선민주주의인민공화국 최고인민회의 상임위원회 위원장 | [ 6 ] [ 20 ] [ 21 ]  |

### Де-факто
С момента объявления независимости КНДР в 1948 году и вплоть до своей смерти в 1994 году государство фактически возглавлял Ким Ир Сен. С 1949 года Ким являлся председателем (генеральным секретарём с 1966 года) Центрального комитета Трудовой партии Кореи. В 1972 году принятие новой конституции и введение поста президента страны придали правлению Ким Ир Сена статус официального (до 1972 года Ким являлся премьер-министром КНДР — главой правительства).
После кончины Ким Ир Сена его сын, Ким Чен Ир, де-факто возглавил государство. Несмотря на это, в 1994—1998 годах официальная должность главы государства — президента КНДР — оставалась вакантной. Высшие институты власти Ким Чен Ир возглавил в 1993 (Государственный комитет обороны) и 1997 (Центральный комитет ТПК) годах.
В 2011 году умер Ким Чен Ир. Продолжил править страной его сын, Ким Чен Ын (в стране де-факто сложилась наследственная передача власти), который в 2012 году возглавил Трудовую партию Кореи, а позже — Государственный комитет обороны — преобразованный в 2016 году в Государственный совет.
|        | Портрет | Имя (годы жизни)                                                    | Полномочия      | Полномочия      | Партия                | Наименование титула                                                                                           | Пр.                  |
| Начало | Портрет | Имя (годы жизни)                                                    | Окончание       |                 | Партия                | Наименование титула                                                                                           | Пр.                  |
| ------ | ------- | ------------------------------------------------------------------- | --------------- | --------------- | --------------------- | --- | -------------------- |
| 1      |         | Ким Ир Сен (1912—1994) кор. 김일성 (урожд. Ким Сон Чжу кор. 김성주) | 9 сентября 1948 | 8 июля 1994     | Трудовая партия Кореи | Великий вождь Корейской Народно-Демократической Республики кор. 조선민주주의인민공화국의 위대한 수령          | [ 13 ] [ 14 ] [ 15 ] |
| 2      |         | Ким Чен Ир (1941—2011) кор. 김정일 (урожд. Юрий Ирсенович Ким)      | 8 июля 1994     | 17 декабря 2011 | Трудовая партия Кореи | Великий руководитель Корейской Народно-Демократической Республики кор. 조선민주주의인민공화국의 위대한 령도자 | [ 22 ] [ 24 ] [ 25 ] |
| 3      |         | Ким Чен Ын (1982—) кор. 김정은                                      | 17 декабря 2011 | действующий     | Трудовая партия Кореи | Высший руководитель Корейской Народно-Демократической Республики кор. 조선민주주의인민공화국의 최고령도자     | [ 23 ] [ 26 ] [ 27 ] |